# Sargus niphonensis
Sargus niphonensis är en tvåvingeart som beskrevs av Jacques-Marie-Frangile Bigot 1879. Sargus niphonensis ingår i släktet Sargus och familjen vapenflugor. Inga underarter finns listade i Catalogue of Life.